# Vandmangel i Iran
Vandmangel i Iran er udtryk for de problemer, der består i Iran på grund af mangel på vand. Vandmanglen skyldes to sammenhænge: Den ene årsag er en generel mangel på vand i regionen og den anden årsag er en generel ringe administration af de eksisterende vandressourcer. Iran er ramt af begge problemer.

## Vandressourcer

### Klima
Nedbør i Iran er i høj grad sæsonafhængig med regntid i perioden mellem oktober og marts, og stort set ingen nedbør i den øvrige del af året. Denne fordeling af nedbøren giver store udsving i vandmængden i Irans floder. Vandgennemstrømningen i floden Karun i Khuzestan er således 10 gange større i regntiden end i den tørre sæson. Mange steder er der ikke nedbør i lange perioder lige indtil stærke storme med kraftig nedbør bibringer hele årets nedbørsmængde på blot få dage. Vandmangel skyldes en ujævn fordeling af nedbøren i området. Nær det Kaspiske hav falder ca. 1.280 mm regn årligt, men i det centrale plateau og i lavlandet sydpå udgør nedbøren sjældent mere end 100 mm.

### Tilgængelighed af vand
Interne genanvendelige vandressourcer er anslået af udgøre 128,5 milliarder kubikmeter (MKM) årligt (gennemsnit for 1977-2001). Overfladevand udgør samlet 97,3 MKM årligt, hvoraf de 5,4 MKM årligt kommer for træk på grundvandsmagasiner, hvorfor dette tal skal trækkes fra totalen. Grundvand anslås at udgøre omkring 49,3 MKM årligt, hvoraf 12,7 MKM årligt hentes fra flodbunde og derfor også skal fradrages. Iran modtager årligt overfladevand med 6,7 MKM fra Pakistan og noget vand fra Afghanistan gennem Helmandfloden. Araxfloden ved grænsen til Aserbajdsjan leverer anslået 4,6 MKM årligt. Der løber overfladevand med ca. 55,9 MKM årligt til havet og til nabolandene. Per capita water availability in the pre-Islamic Revolution era was about 4,500 cubic meters. But, in 2009 this figure was less than 2,000 cubic meters.

### Dæmninger
Der er 42 store dæmninger i brug i Iran, der samlet opdæmmer 33 MKM årligt. Disse dæmninger mister omkring 200 millioner kubikmeters i opdæmningsevne grundet sedimentering (0,5-0,75% af kapaciteten). De fleste dæmninger har flere formål, herunder vandkraft, kunstvanding, kontrol med oversvømmelser og - i nogle tilfælde - drikkevandsforsyning.

### Anvendelse af vand
Det samlede vandforbrug var i 1993 estimeret at udgøre omkring 70 MKM, hvilket steg til 93 MKM i 2004; heraf blev 92% benyttet inden for landbruget, 6% i husholdningerne og 2% i industrien. Selvom dette svarer til 51% af de faktisk genanvendelige vandressourcer, er forbruget fra grundvandsreservoir (57 MKM i 1993 og 53 MKM i 2004) allere højere end den estimerede sikkerhedsmargen (46 MKM). Af de 4,3 MKM årligt i 1993 (6,2 i 2004) der blev brugt i husholdningerne kom de 61% fra overfladevand og 39% fra grundvand. Landets forbrug af vand fra hanen udgør 70% og er over verdens gennemsnit. 16 MKM blev anvendt ved fremstilling af energi i kraftværker.
 I 2014 anvendte Iran 70% af sine genanvendelige ferskvandsreserver, hvilket er langt over den anbefaling på 40% der følger af internationale normer.

### Infrastruktur
Det meste drikkevand i Iran leveres ved en moderne infrastruktur, så som dæmninger, lange forsyningsledninger og dybe brønde. Et anslået tal på 60.000 traditionelle Karez-systemer (کاریز) ser fortsat i brug for kunstvanding og drikkevandsforsyning i landsbyerne.

## Vandforsyningskrise
I december 2013 udtalte Hamid Chitchian, chef for Irans energiministerium, at sektorens tilstand var nået et "kritisk niveau". Han påpegede, at den hidtidige fokusering på opførelsen af dæmninger og opbyggelse af lagerkapacitet ikke længere var tilstrækkelige tiltag. Iran kan opbevare 68 MKM, men der er alene et potentiale i landets floder på 46 MKM.
Tidligere samme år, i juli 2013, havde landbrugsministren Issa Kalantari udtalt, at vandkrisen var mere farlig end "Israel, USA eller den politiske uro" blandt den iranske elite.“Løses vandproblemet ikke, vil Iran blive ubeboelig og landet blive en 'spøgelsesby'.”